# Schlauchboot

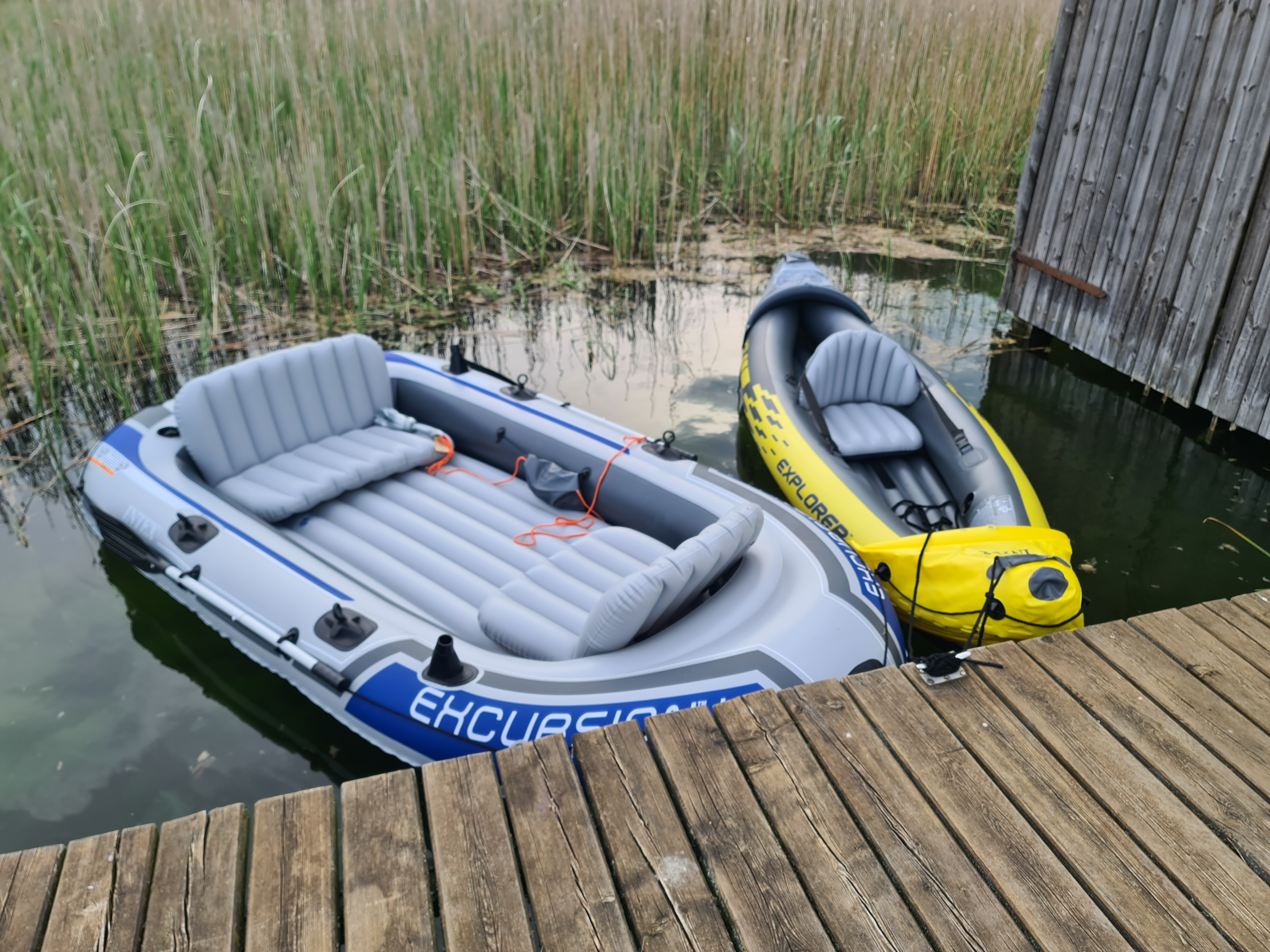
Aufgeblasenes Schlauchboot und Kajak mit weichem Boden (ein „Gummi-“ oder „Badeboot“)

Ein Schlauchboot besteht aus einem dicken Schlauch als Rumpf oder als Außenseite, der im Einsatz mit Luft gefüllt ist. Er ist entweder aus Kunststoff-Folie, weichgemachtem PVC, gummiertem Gewebe (z. B. Hypalon) oder synthetischem Gummi (z. B. PU) gefertigt. Schlauchboote werden mit Luft aufgepumpt, die zum Transport oder während der Lagerung abgelassen werden kann. Ein Verschluss verhindert das Entweichen der Luft während des Einsatzes.

## Geschichte

### Vorgeschichte
Schon lange bevor moderne Produktionstechniken die Herstellung aufblasbarer Gummi- und Kunststoffhüllen ermöglichten, verwendeten die unter Steinzeitbedingungen lebenden Sallirmiut aufgeblasene Schwimmkörper aus Tierhaut als Wasserfahrzeuge. Der 1902/1903 ausgestorbene Stamm war möglicherweise die letzte Gruppe der Dorset-Kultur, die bis etwa 1100 an allen Nordküsten des heutigen Kanada verbreitet war.

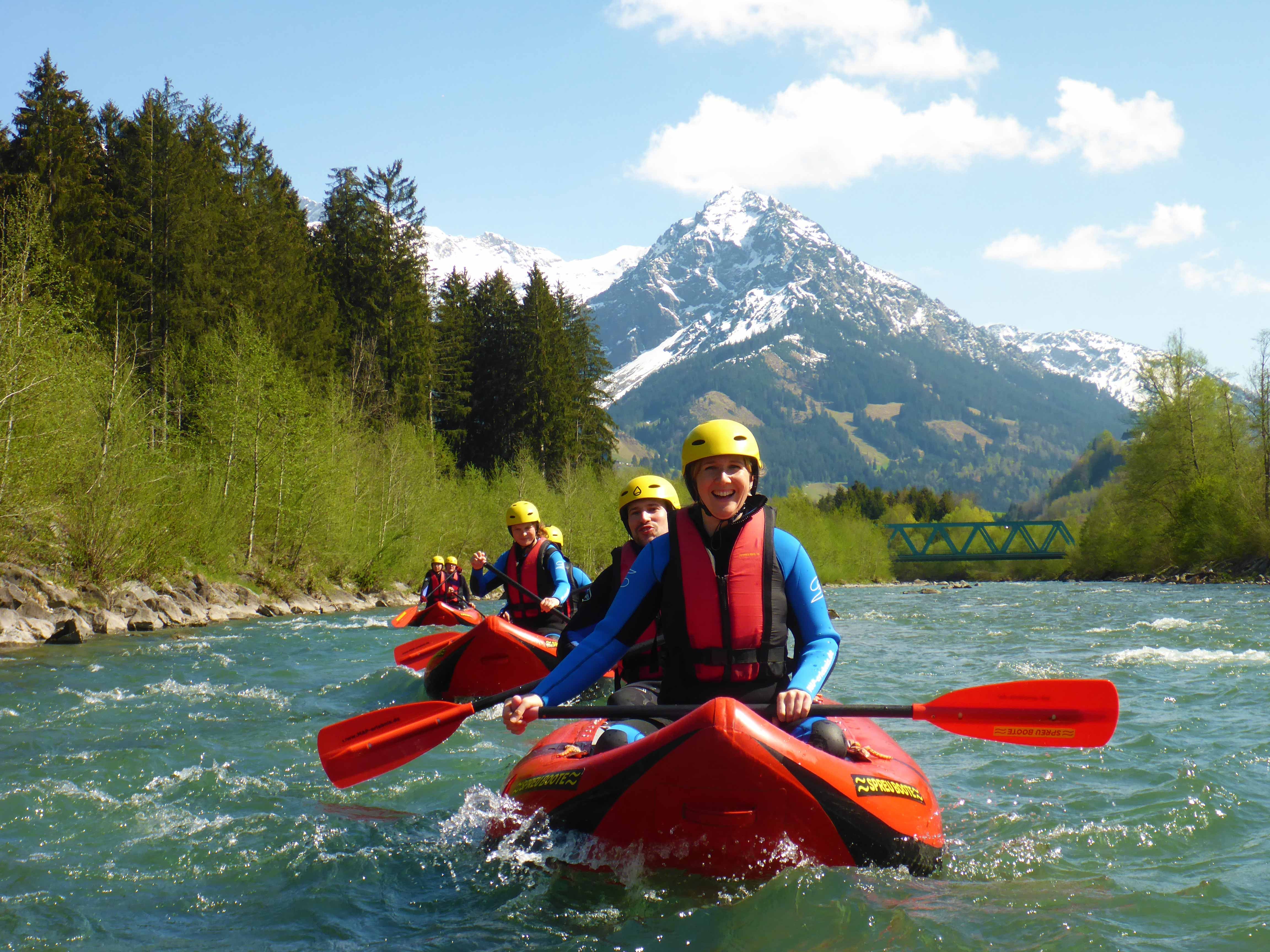
Modernes Wildwasser Schlauchboot beim Rafting auf der Iller

### Das neuzeitliche Gummiboot
Nachdem Charles Goodyear 1838 die Stabilisierung von Gummi durch Vulkanisierung erfunden hatte, verwendete schon im Folgejahr der britische General Wellington versuchsweise Pontons mit aufblasbaren Schwimmkörpern aus Gummi.
John C. Frémont führte bei der Erkundung des Oregon Trails und des Platte Rivers 1843/1843 Boote mit, deren Tragfähigkeit durch Gummischläuche mit jeweils vier Luftkammern entlang der Längsseiten erhöht wurde.

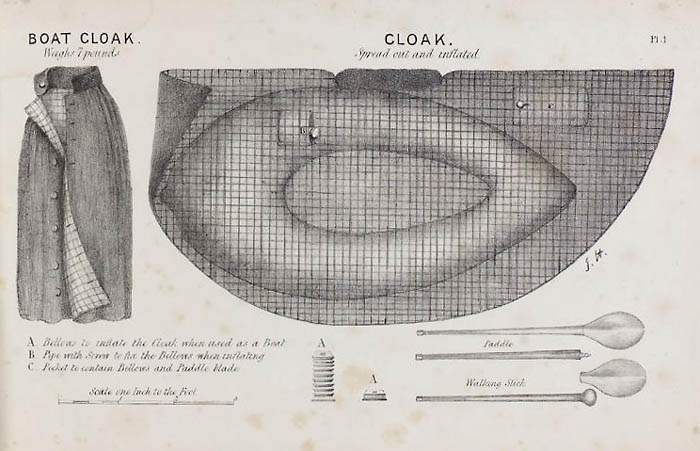
Halketts Einmann-Schlauchboot als Umhang und entfaltet

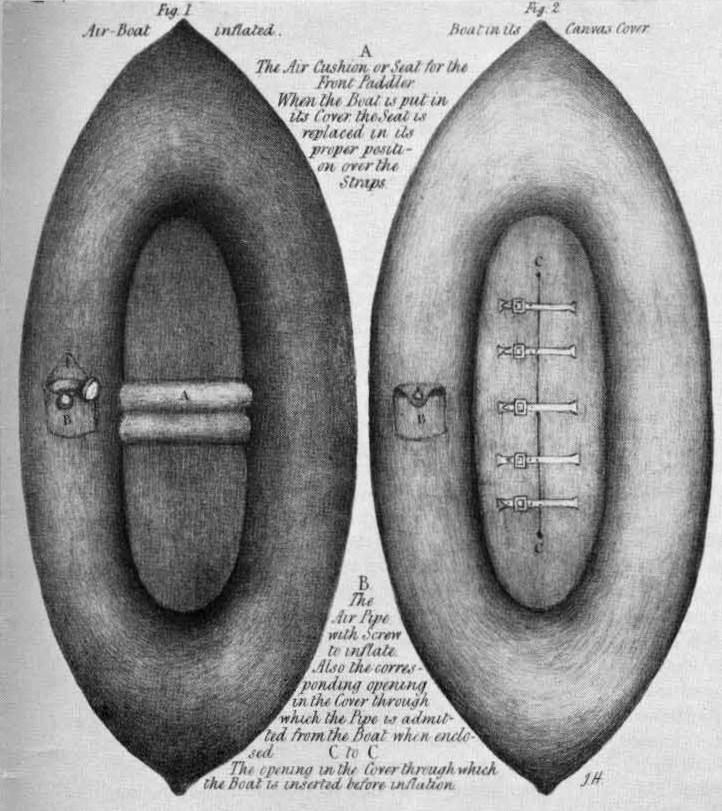
Halketts Zweimann-Schlauchboot: Gummiblase links unverhüllt, rechts in Schutzhülle aus imprägniertem Gewebe

1844/45 entwickelte Peter Halkett das nach ihm benannte Halkett-Boot in einer Ein-Mann- und einer Zwei-Mann-Version. Diese Schlauchboote bestanden aus einer Gummiblase sowie einer Schutzhülle aus imprägniertem Gewebe. Das Einmannboot konnte von einer Person als Umhang getragen werden, das Zweimannboot von zwei Personen in Rucksäcken. Ergänzt wurden sie durch faltbare Paddel und Regenschirm-Segel. Obwohl bei der Erkundung Kanadas mehrere Forschungsreisende Halketts Boote erfolgreich nutzten, ließen sie sich nicht darüber hinaus vermarkten.
Um 1855 produzierten sowohl Goodyear in den Vereinigten Staaten als auch Thomas Hancock in Großbritannien Schlauchboote.
1866 überquerten vier Männer den Atlantik von New York zu den Britischen Inseln in einem besegelten Floß aus drei Schläuchen, das sie Nonpareil nannten.
Anfang des 20. Jahrhunderts stiegen die amerikanische Goodyear Tire & Rubber Company (die Charles Goodyears Namen und Patente nutzte, aber nicht auf ihn zurückging) und die französische Firma Dunlop in die Produktion von Schlauchbooten ein, aber die waren in unaufgeblasenem Zustand noch anfällig gegen Lagerungsschäden. Auch fehlte die Möglichkeit, den 1907 erfundenen Außenbordmotor zu befestigen.

### Steigender Bedarf an Rettungsmitteln
Am 14. April 1912 sank die Titanic. Selbst wenn alle Rettungsboote zu Wasser gelassen worden wären, hätten sie nur für die Hälfte aller Fahrgäste und Besatzungsmitglieder gereicht. Daraufhin begann am 12. November 1913 in London die First International Conference on the Safety of Life at Sea (Erste internationale Konferenz über die Sicherheit des Lebens auf dem Meer), die 1914 die Internationale Konvention für die Sicherheit des Lebens auf See (SOLAS) vereinbarte (wegen des Ersten Weltkriegs erst 1929 offiziell in Kraft getreten). Erst seit dieser Konvention ist es Vorschrift, dass (zivile) Schiffe ausreichend Rettungsmittel für alle an Bord befindlichen Personen haben müssen.

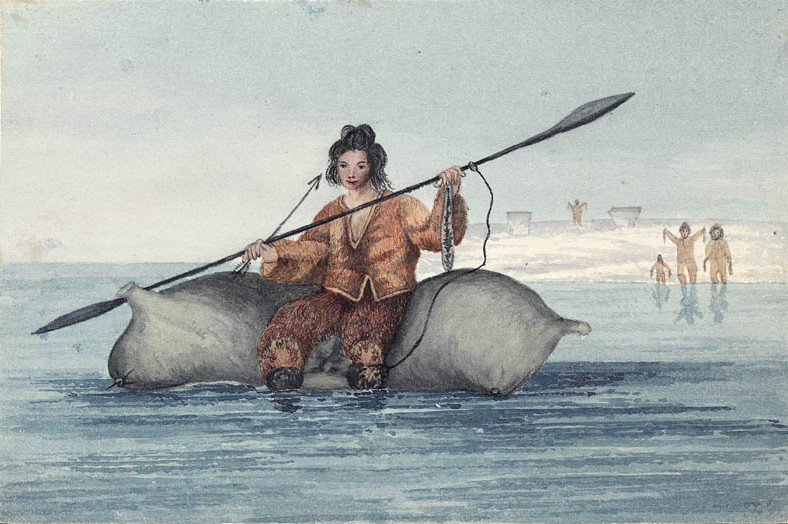
Fischer von Volk der Sallirmiut auf einer aufgeblasenen Walross-Haut, einem sogenannten Paddelsack, um 1830

### Der Späte Berliner
Im Jahr 1913, also zwischen der Schiffskatastrophe und der politischen Reaktion, ließ sich der Berliner Hermann Meyer „ein beidseitig benutzbares, aufblasbares Wasserfahrzeug konstruiert und gebaut zu haben“ patentrechtlich schützen. Gemeinsam mit seinem Sohn Albert hatte er damit „erfunden“, was es schon seit fast 70 Jahren gab. Sein Boot war ausgestattet mit einem fest eingebauten Gummiboden, zwei Tragegriffen und einem Rückschlagventil. Dieses Boot hatte ein Schutznetz, damit der Druck von 0,2 bar das Gummi nicht überdehnte. Das Netz wurde 1919 durch Änderung der Bootshaut überflüssig.
Zwischenzeitlich erfand Meyer einen hölzernen Einlegeboden und gewann die kaiserliche Marine als Kunden. Nach vier Jahren vergeblicher Versuche baute Albert Meyer 1921 schließlich Schottkammer-Trennwände in die Schläuche ein. Es folgte die Konstruktion von Messingventilen, und sogenannte „Schottkammerhähne“ sorgten für einen Druckausgleich zwischen den Luftkammern. Zehn Jahre nach der Patenterteilung präsentierte er sein erstes Schlauchboot mit Segel. 1932 entwickelte er ein Unterwasserteil, das V-förmig als Luftkiel ausgebildet war. Bis zur Liquidierung seiner Firma 1967 nahm er großen Einfluss auf die weitere Entwicklung des Schlauchbootes.

### Erster Weltkrieg und zwischen den Weltkriegen
Die erste Version von SOLAS ließ eine Ausnahme für Kriegsschiffe zu. Der Erste Weltkrieg brachte einen Sinneswandel, denn sehr viele Seeleute aller Kriegsmarinen hätten gerettet werden können, wenn genügend Platz in Rettungsbooten gewesen wäre.
Zwischen den Kriegen war Gummi inzwischen in seinen Materialeigenschaften deutlich besser geworden und Goodyear hatte auch einen Weg gefunden, andere Materialien mit Gummi zu verbinden. Ein grobmaschiger, quadratischer Metalldrahtzaun als Festboden wurde von einem luftgefüllten Gummischlauch umrandet, und das Festrumpfschlauchboot war geboren, auch wenn es nur ein Floß oder lediglich eine nicht überdachte Rettungsinsel darstellte. Doch die konservativen Admiräle lehnten diese Erfindung ab.
Das voll aufblasbare Schlauchboot bekam in dieser Zeit wieder seine Bootsform. Diesen Umstand verdankt es allerdings dem Luftverkehr. Durch technischen Fortschritt entstanden Flugzeuge, die immer weitere Strecken fliegen konnten, ohne zwischendurch betankt werden zu müssen. Die aufkommenden Flugboote im Passagierflugdienst galten bei einigen Nationen als Passagierschiffe, sofern sie nicht flogen, sondern wasserten, und hatten daher die für Passagierschiffe geltenden Rechte und Pflichten zu beachten. Der Pilot eines Flugbootes musste in einigen Ländern (z. B. Deutschland) auch ein Kapitänspatent besitzen und SOLAS musste erfüllt werden. Also kamen voll aufblasbare Gummiboote an Bord, die den kleinen 2,5 Meter Schlauchbooten der Gegenwart durchaus ähnlich sahen. Diese Boote wurden gepaddelt.
Ab 1930 waren Schlauchboote dann Standardausrüstungsgegenstände an Bord von (zivilen) Schiffen. Ihre militärische Verwendung fanden Schlauchboote zunächst bei Heeresverbänden (zum Beispiel Infanterie- und Pioniereinheiten), die sich den Transport von Booten erleichtern wollten. Marineeinheiten glaubten noch immer, auf das Schlauchboot verzichten zu können. Auch war der in Deutschland in den 1920er Jahren entwickelte Schachtmotor ohne Probleme an (im Wasser befindlichen) Schlauchbooten zu befestigen.
In Deutschland wurden Schlauchboote (mit Holzeinlegeböden) ab 1931 von der Firma „Deutsche Schlauchboot“ (DSB) in Serie produziert. Sie gingen ohne Motorisierung an Bord von Passagierschiffen und von Heeresverbänden sowie mit Schachtmotoren ausgestattet auch an die Binnenschifffahrt.
Die Catalina-PBY-Flugboote des US-amerikanischen Herstellers Consolidated und des kanadischen Herstellers Canadair sollen die ersten Flugzeuge gewesen sein, die nicht im Passagierdienst standen und dennoch serienmäßig voll aufblasbare Schlauchboote an Bord hatten. In Europa war die aus Kapazitätsgründen ab 1938 in den niederländischen Fokker-Flugzeugwerken gefertigte DO24 des deutschen Flugzeugbauers Dornier das erste nicht im Passagierdienst befindliche Flugboot, welches ein Schlauchboot als Standardausrüstung mit sich führte.

### Zweiter Weltkrieg

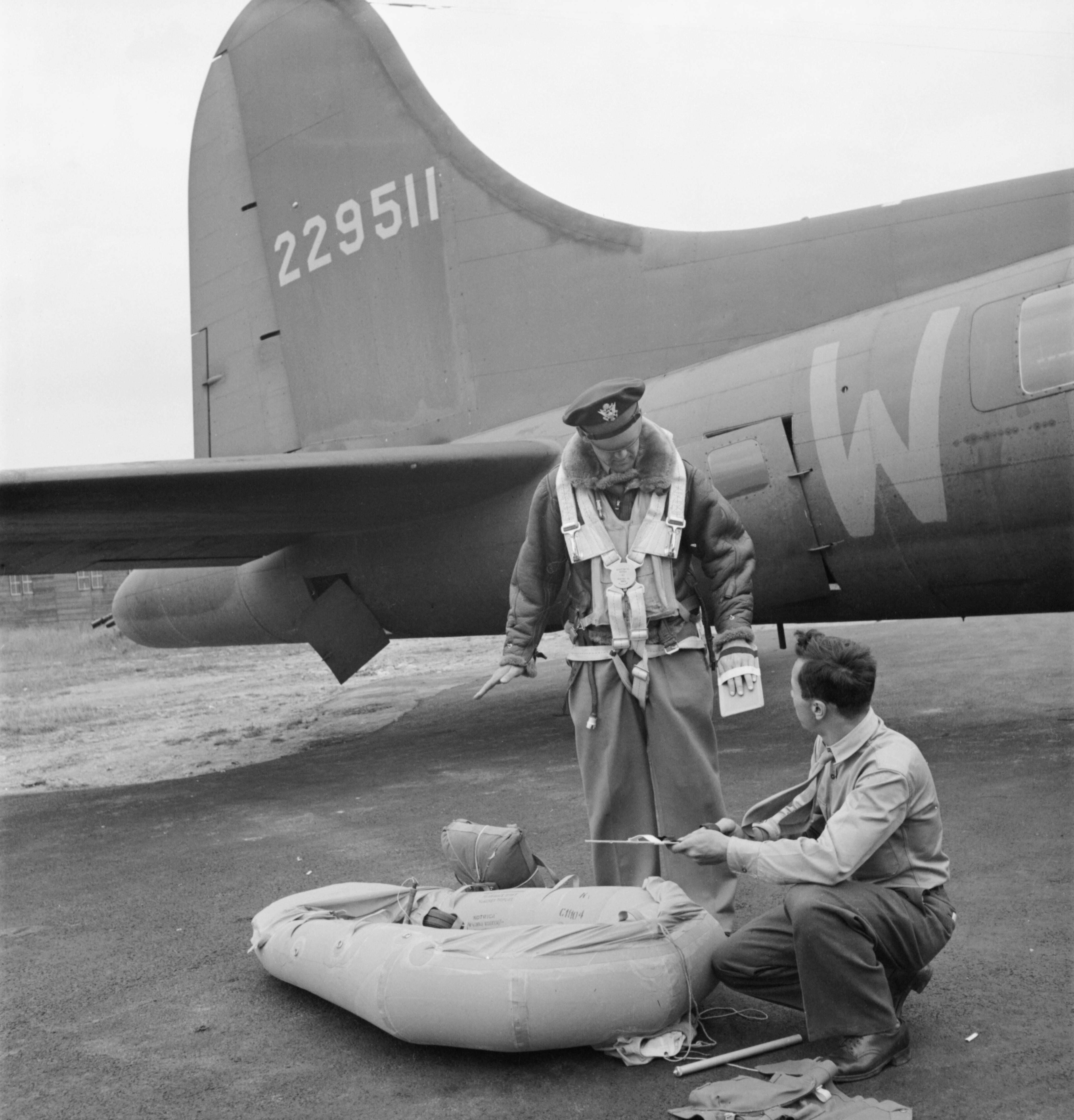
Pilot überprüft Rettungsausrüstung mit Schlauchboot

Sehr schnell wurden diese Flugbootschlauchboote, sowohl die US-amerikanische als auch die niederländische Variante, automatisch aufblasbar, indem eine im verpackten Boot befindliche Pressluftflasche, die über eine Zugleine ausgelöst wurde, das Boot automatisch aufpumpte, sobald man das Schlauchbootpaket aus dem Flugzeug warf.
Wegen des höheren Gewichtes dieser Version fanden diese automatisch aufblasbaren Schlauchboote ihren Weg aber zuerst nur an Bord der SAR-Versionen der Flugboote. Mit steigenden Motorleistungen und dem Fortschreiten des Krieges wurden die automatisch aufblasbaren Schlauchboote dann weiter verbreitet und wurden sogar Teil der Standardausrüstung der Landflugzeuge, die weite Strecken über See zurückzulegen hatten.
Völlig anders war die Situation an Bord von Kriegsschiffen. Im Zweiten Weltkrieg wiederholte sich der Verlust von Seeleuten, den man schon im Ersten Weltkrieg erlebt hatte. Am schlimmsten traf es den Kriegsschauplatz des Nordatlantiks, wo die Rudeltaktik der deutschen U-Boote zu hohen Verlusten an Material und Personal führte. Auch die Konvoitaktik der Alliierten änderte bis etwa 1943/1944 daran erst einmal nur wenig. Allerdings schaffte die US-Navy aufblasbare Festbodenflöße als erste Rettungsinseln an und stapelte sie hochkant an Deck, oft gegen die Decksaufbauten im Bereich der Brücke und der Flugabwehrbewaffnung aufgestellt und vertäut. Diese Rettungsinseln wurden allerdings ständig aufgeblasen gefahren und besaßen, im Gegensatz zu den modernen Rettungsinseln, kein Dach. Außerdem waren sie rechteckig und nicht bootsförmig oval.

### Nach 1945
Erst Alain Bombard kam auf die Idee, alle drei Konstruktionselemente, nämlich das Schlauchboot in Bootsform, den festen Boden und den Außenbordmotor, zu einem Festrumpfschlauchboot zu verbinden, mit dem er bereits 1952 den Atlantik überquerte, ohne überhaupt Wasser oder Lebensmittel mitzunehmen. Allerdings segelte er den größten Teil des Weges und wurde von den seine Route passierenden Handelsschiffen aus versorgt. Und der Festrumpf war flach.
Beim ehemaligen französischen Flugzeughersteller Zodiac fand Bombard die Werkstätten und das Personal, welche er benötigte, um eine Serienfertigung aufzunehmen, die dann allerdings keine Festrumpfschlauchboote ablieferte, sondern wieder voll aufblasbare Schlauchboote, wenn auch mit Holzeinlegenböden.
Ein Freund und Kriegskamerad von Bombard, der ehemalige Marineflieger Jacques Cousteau, hatte auf ein leichtes, schnelles und Platz sparend an Bord unterzubringendes Boot wie dieses nur gewartet.
Zum Erfolg des Schlauchbootes führte neben der erfolgreichen Atlantiküberquerung Bombards aber auch die Tatsache, dass Cousteau in seinen Filmen nie von seinem Schlauchboot sprach, sondern immer nur von seinem Zodiac, was im französischen Sprachraum dazu führte, dass schon in den 1960er Jahren Zodiac als Synonym für Schlauchboot Eingang in die Sprache des dortigen Bootsbaus fand und dass jeder wusste, wo es ein solches Boot zu kaufen gab. Zodiac wurde auch außerhalb des französischen Sprachraums zum Gattungsnamen für Schlauchboote.
Ab Anfang der 1950er Jahre begann in Deutschland die Wiking Schlauchbootwerft der Brüder Otto und Klaus Hanel mit dem Bau von Schlauchbooten. Diese wurden dann seit 1954 motorisiert, seit 1956 dann unter der Firma Wiking Schlauchbootwerft Hanel KG.
Schon früh in den 1960er Jahren stieß Zodiac an Kapazitätsgrenzen und vergab Nachbaulizenzen auch an deutsche Firmen. Heute, da das Patent auf das Schlauchboot längst abgelaufen ist, gibt es weltweit unzählige Schlauchboothersteller.
Ebenfalls Anfang der 1960er Jahre begann der britische Hersteller Avon Schlauchboote mit festem Rumpf zu bauen. Die Rümpfe dieser Boote waren aus Holz gefertigt und wiesen vom Bug bis zum Heck eine tief geschnittene V-Kielung auf. Diese ersten Festrumpfschlauchboote, die modernen Booten schon ähnelten, besaßen trotz ihres hohen Eigengewichts hervorragende Fahreigenschaften, wurden aber (ohne zu kentern) sehr instabil, wenn sie ohne Fahrt durch das Wasser zu machen, dümpelten oder einen Liegeplatz einnahmen.
Erst der Brite Frank Roffee kam Anfang der 1960er Jahre auf die Idee, dem Rumpf vorne zwar ein tiefes V zu geben, ihn im Heckbereich aber flach zu gestalten, um dem Schlauchboot auch bei null Fahrt eine sehr gute Lagestabilität zu geben, indem er sich an das Aussehen und die Konstruktion der Motorrennboote der 1920er Jahre erinnerte. Außerdem kam Roffee aus dem Wohnwagen-/Wohnanhängerbau, wo sich glasfaserverstärkter Kunststoff (GFK) bereits bewährt hatte, und begann seine Rümpfe in GFK zu bauen. Damit hatte er das Festrumpfschlauchboot in die Form gebracht, in der es noch heute als RIB bekannt ist. Avon übernahm diese Form quasi sofort und Frank Roffee gründete sein eigenes Schlauchbootunternehmen (Humber).
Zodiac begann ab Ende der 1960er Jahre, Festrumpfschlauchboote dieser Bauweise zu fertigen.
Etwa zu diesem Zeitpunkt nahm auch der deutsche Hersteller DSB die Produktion von Festrumpfschlauchbooten nach dem „Roffee“-Entwurf auf, DSB verwendete als erster Aluminiumrümpfe.
Schaut man sich heute in der Welt der Festrumpfschlauchboote um, muss man feststellen, dass (fast) alle Mitbewerber, die nach DSB, Wiking, Zodiac, Avon oder Humber irgendwo in der Welt ihre Produktion begannen, vorher eines oder mehrere Boote von DSB, Wiking, Zodiac, Avon oder Humber erworben oder gehandelt hatten.
Hochwertige Schlauchboote haben heute eine Länge von 2,5 bis knapp 20 Meter. Schlauchboote werden für gewöhnlich durch einen oder mehrere Außenbordmotoren angetrieben. Es gibt allerdings inzwischen auch Schlauchboote mit Innenbordmotor und Z- oder Innenbordmotor und Wasserstrahlantrieb. Alternativ können Schlauchboote natürlich immer noch gerudert oder gesegelt werden. Nur der Schachtmotor als Antrieb ist vollständig verschwunden.

## Konstruktionsmerkmale

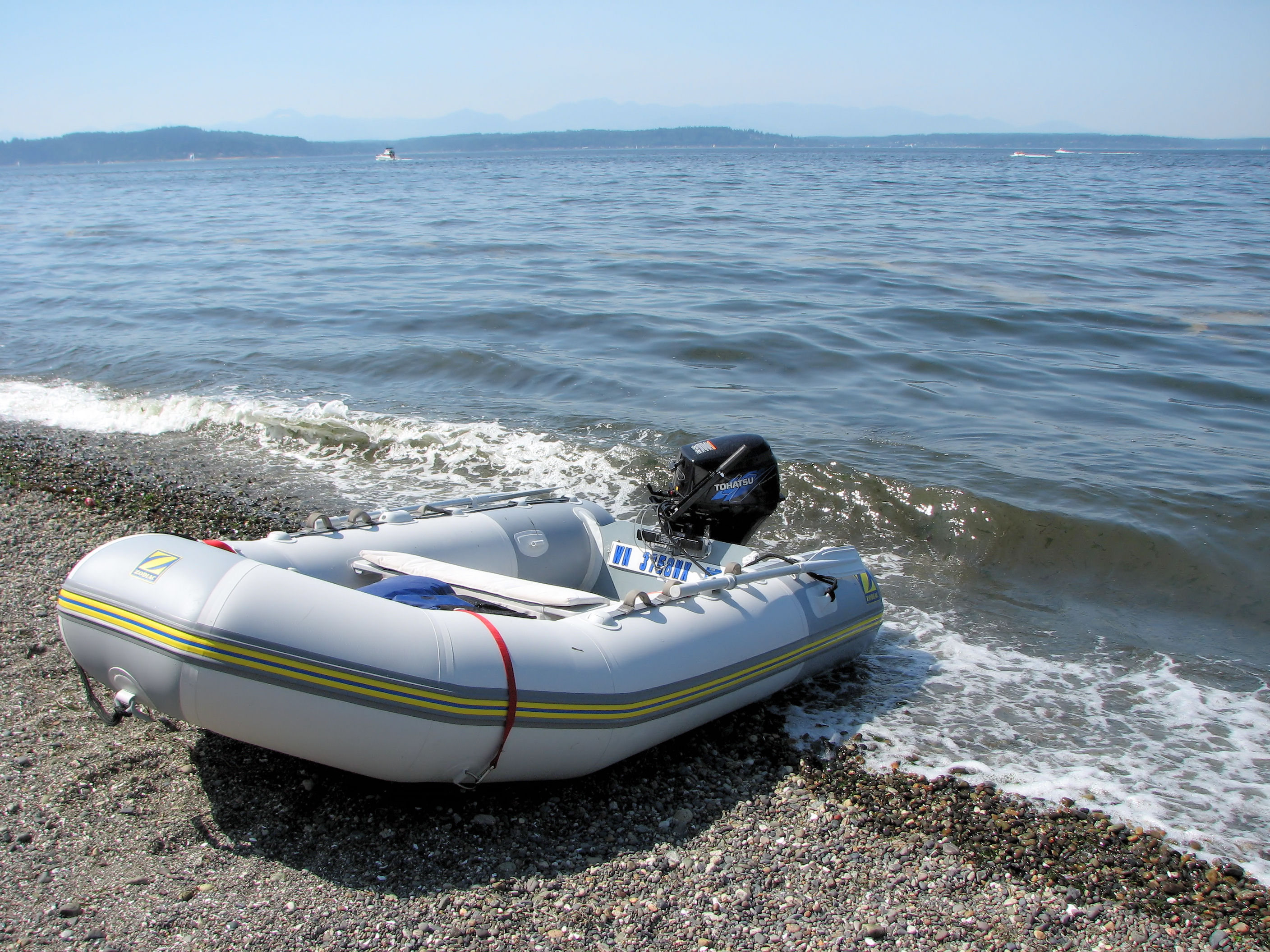
Schlauchboot am Strand

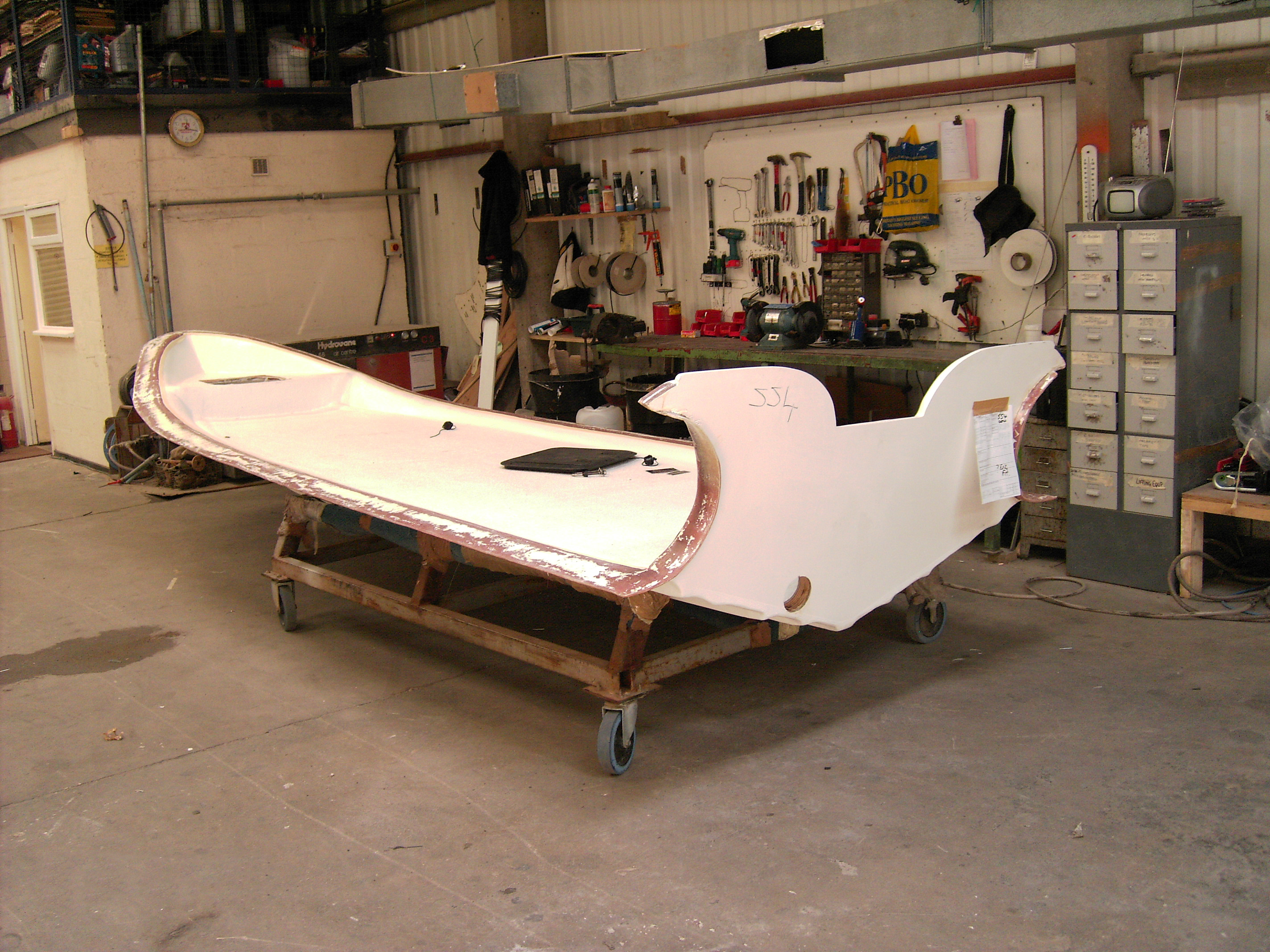
GFK-Schlauchbootrumpf (Schläuche abgenommen)

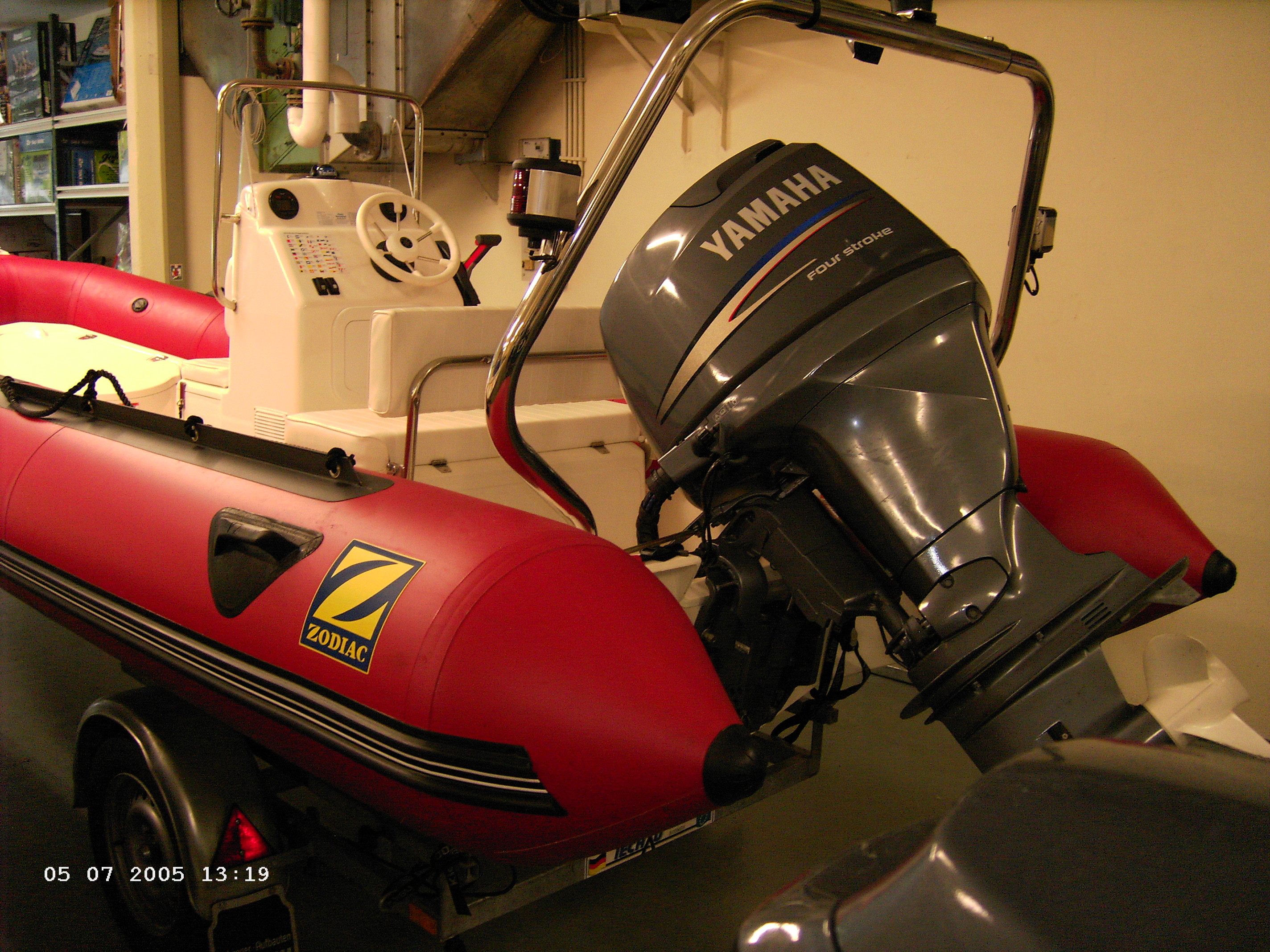
Außenborder am Heck eines Festrumpfschlauchbootes

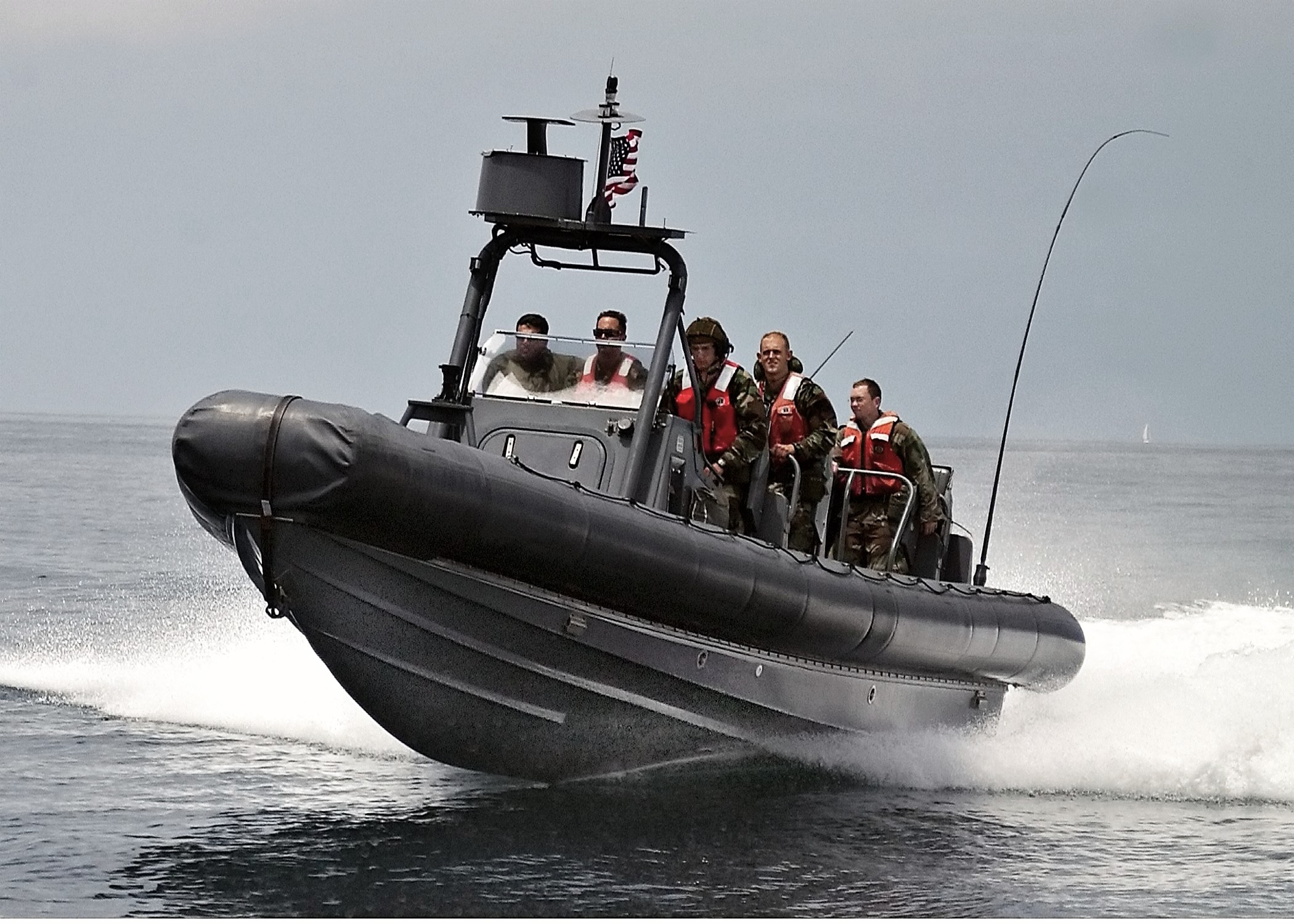
Ein RIB (Rigid (Hull) Inflatable Boat/Festrumpfschlauchboot) (US-Marine)

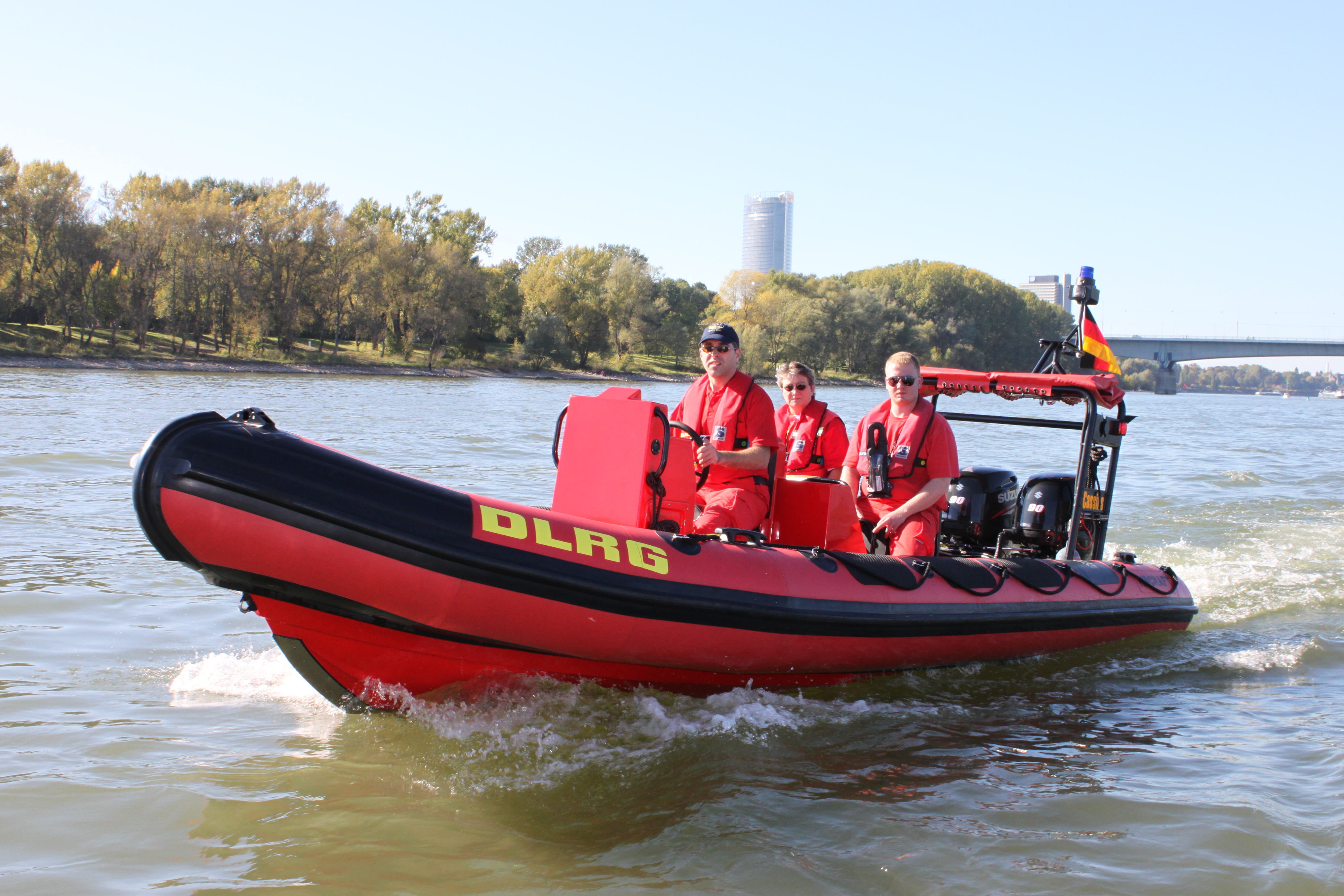
Ein RIB der DLRG als Rettungsboot mit Doppelmotorisierung auf dem Rhein

Man unterscheidet zwischen voll aufblasbaren Schlauchbooten, den „Badebooten“, voll aufblasbaren Schlauchbooten mit festen Einlegeböden aus Holz, Aluminium oder aufblasbaren Einlegeböden, welche sich besonders kompakt verstauen lassen und dennoch aufgeblasen bis zu 8 Meter lang und voll tauglich z. B. für Antarktis-Expeditionen sein können, sowie Festrumpfschlauchbooten aus GFK oder Aluminium. Voll aufblasbare Schlauchboote, egal ob mit oder ohne festem Einlegeboden, werden vom Schiffbauer Inflatables genannt. Festrumpfschlauchboote nennt der Fachmann RIB (Rigid (Hull) Inflatable Boat).
Die Seitenwülste, eben die „Schläuche“, und auch die eventuell aufblasbaren Böden sind heutzutage meistens in mehrere Kammern unterteilt, um das Einfallen des gesamten Schlauches bei Beschädigung einer Kammer zu verhindern.
Zur Steuerung von Schlauchbooten können Paddel oder auch eine Mechanik mit Lenkseil und Ruder verwendet werden.

## Haltbarkeit
Jedes Schlauchboot verliert Luft, die Menge hängt ganz entscheidend von der Qualität der Verarbeitung und dem Schlauchmaterial ab. Ein hochwertiges Schlauchboot verlangt etwa einmal im Monat einen geringen Luftnachschub. Ein gutes Freizeitboot muss etwa einmal pro Woche ein wenig nachgepumpt werden. Ein qualitativ minderwertiges Schlauchboot (das Badeboot) benötigt jeden Tag eine gewisse Menge Luftnachschub, um den Schlauch wirklich prall zu halten. Es ist bei Neuwertigkeit aber auch noch schwimmfähig, wenn das Nachfüllen nur einmal in der Woche durchgeführt wird.
Die Haltbarkeit eines Schlauchbootes lässt dann merklich nach, wenn die Abstände, in denen die Schläuche nachbefüllt werden müssen, um das Schlauchboot schwimmfähig zu halten, signifikant kürzer und die Mengen der nachzubefüllenden Luft, um den Schlauch prall zu halten, signifikant größer werden. Vom Ende der Haltbarkeit ist dann die Rede, wenn ein Schlauchboot jeden Tag neu befüllt werden muss, um nicht nur pralle Schläuche zu behalten, sondern um schwimmfähig zu bleiben. Zum Ende der Lebenszeit verkürzen sich die Aufpumpabstände nicht nur, sondern sie verkürzen sich auch immer schneller. Ist zum Beispiel bei einem hochwertigen Schlauchboot mit Schläuchen aus reinem Mehrlagen-Neopren-/PU-Material nach 10 bis 15 Jahren der Zeitpunkt erreicht, an dem das Boot fast jeden Tag wiederbefüllt werden muss, dauert es dann auch nur noch wenige Wochen, bis sich der Abstand des erforderlichen Wiederaufpumpens auf unter eine Stunde verkürzt.

## Schlauchmaterial
- Kunststoff-Folien verschiedenster chemischer Zusammensetzungen finden nur noch bei Badebooten Verwendung, da diese sehr billig herzustellen sind. Für professionelle Schlauchboote sind Kunststofffolien nicht ausreichend gasdicht.
- PE (Polyethylen) ist ein vergleichsweise harter Kunststoff, der oft bei kleineren „Badebooten“ als Schlauch- und/oder Rumpfmaterial Verwendung findet. Diese Boote sehen wie Schlauchboote aus, aber der Rumpf kann wegen des harten Materials weder entleert noch gefaltet werden. Oft sind die Lufträume mit Schäumen gefüllt, um im Fall eines Lecks den Auftrieb zu behalten. Nur der Laie nennt diese mit PE-Schläuchen versehenen Boote „Schlauchboote“. De facto sind sie aber keine Schlauchboote, weil sie nicht aufblasbar sind.
- PVC: Reines PVC (Polyvinylchlorid) findet heute noch bei vielen Schlauchbooten Verwendung, ist jedoch nicht unumstritten. Denn es diffundiert im Laufe der Zeit seinen Weichmacher aus, sodass es hart, spröde und gasundicht wird. Darüber hinaus sind der Schlauch und die Luftkammern eines solchen Schlauchbootes je nach Bootshersteller und Fertigungsqualität auch bei pfleglicher Behandlung nach etwa zehn Jahren irreparabel beschädigt. Eine intensive, kontinuierliche Pflege sowie der Schutz des Schlauches gegen UV-Licht und vor Temperaturen über 15 °C kann die Haltbarkeit eines aus PVC-gefertigten Schlauches um nochmal fünf Jahre verlängern. Bei typischer Nutzung in der Freizeitschifffahrt (insbesondere im Sommer und am Tage) wird dies jedoch kaum der Fall sein. So interessant das momentane Preisleistungsverhältnis von PVC für die Hersteller und Nutzer von Freizeitschlauchbooten auch sein mag, ist es in der Ökobilanz das schlechteste aller möglichen Materialien, da dessen Entsorgung sehr problematisch ist und zur Kontamination des Weltwasservorrates mit Weichmachern beiträgt.
- Hypalon-Neopren-Gemische sind ein Kompromiss, um auch dem Freizeitschiffer ein halbwegs passables Schlauchboot anzubieten. Reine Mehrlagenfertigungen aus jeweils reinem Hypalon und Neopren altern fast nicht und lassen sich leicht reparieren. Ein aus solchem Material gefertigtes Schlauchboot ist teuer, hält dafür aber ein paar Jahrzehnte.
- EPDM (Ethylen-Propylen-Dien-Kautschuk) ist ein langlebiger, UV-beständiger Kautschuk, der für hochwertige Schlauchboote verwendet wird, beispielsweise für Raftingboote im gewerblichen Einsatz, die erhöhten Belastungen standhalten müssen. Unter anderem werden auch Kajaks und Kanadier aus EPDM gefertigt, die im Freizeitbereich verwendet werden. Das Material zeichnet sich durch eine hohe Abriebs- und Reißfestigkeit aus. Schlauchboote aus EPDM werden vulkanisiert und erhalten dadurch sehr feste Verbindungen, die einen hohen Luftdruck aushalten, meist höher als bei Booten aus PVC. Dadurch ergibt sich eine hohe Formstabilität. Der Preis für Schlauchboote aus EPDM liegt in der Regel höher als für Boote aus PVC. Die Lebenserwartung eines Bootes aus EPDM liegt bei mehreren Jahrzehnten. Manche Hersteller geben eine längere Garantie auf Boote aus EPDM als vom Gesetzgeber vorgeschrieben. EPDM hat eine gute Ökobilanz, da es keine giftigen Inhaltsstoffe enthält, aus natürlichen Rohstoffen produziert wird und recycelt werden kann.
- PU: Rohre aus Polyurethan (PU) sind schwierig herzustellen und werden daher für den Schlauchbootbau oft nicht verwendet. PU hat den Vorteil, dass es sehr hart ist, und weist eine viel höhere Abriebfestigkeit als Hypalon und PVC auf. Frühere PU-Materialien hatten den Nachteil des schnellen Alterns. Neuere Typen sind dagegen wesentlich widerstandsfähiger gegen Degradation unter UV-Licht. PU-Schläuche sind oft auf kommerziellen Booten zu finden, bei denen Festigkeit und Dauerhaftigkeit erforderlich sind. Ein hochwertiger PU-Schlauch überdauert mehr als 20 Jahre.
- Gummi: Das Material, mit dem alles begann, findet bei der Herstellung vom Schlauch oder Rumpf keine Verwendung mehr, seit die chemische Industrie andere, synthetische und in ihren Materialeigenschaften bessere Materialien entwickelt hat. Dennoch wird die bis zu 3½ Meter lange Badeboot-Variante des Schlauchbootes immer noch „Gummiboot“ genannt, obwohl es aus anderen Materialien besteht.
- Neopren: Dieses Material macht Hypalon gasdicht, ist aber auch sehr empfindlich gegen äußere Einflüsse. Deshalb wird es in Mehrlagenverwendung mit reinen Hypalon-Lagen kombiniert, nicht jedoch als äußerste oder innerste, sondern immer als eine mittlere Schicht.
- Sonstige Gewebe: Verbindet man mehrere Lagen gleicher (PVC-PVC) oder unterschiedlicher (Hypalon-Neopren-Hypalon) Materialien miteinander, um entweder die Haltbarkeit (PVC) oder die Gasdichtigkeit (Hyplanon-Neopren-Hyplaon) des Schlauches signifikant zu erhöhen, müssten bei Krümmungen des Mehrlagenmaterials (im Verlauf der Produktion, beim Entleeren und transportvorbereitenden Falten) die einzelnen Lagen unterschiedliche Längen einnehmen. Hierdurch werden die Verbindungen der Lagen zerstört. Lediglich die Varianten Hypalon-Neopren-Hypalon bleiben auch bei Trennung der Lagen gasdicht. Allerdings sind sie bei Trennung gegeneinander beweglich, wodurch das Neopren an den Knickstellen im Laufe der Zeit verschleißt. Lediglich die Variante Hypalon-Neopren-Hypalon ist dann noch reparabel.

## Klassifikation

### Nach Einsatzmöglichkeit

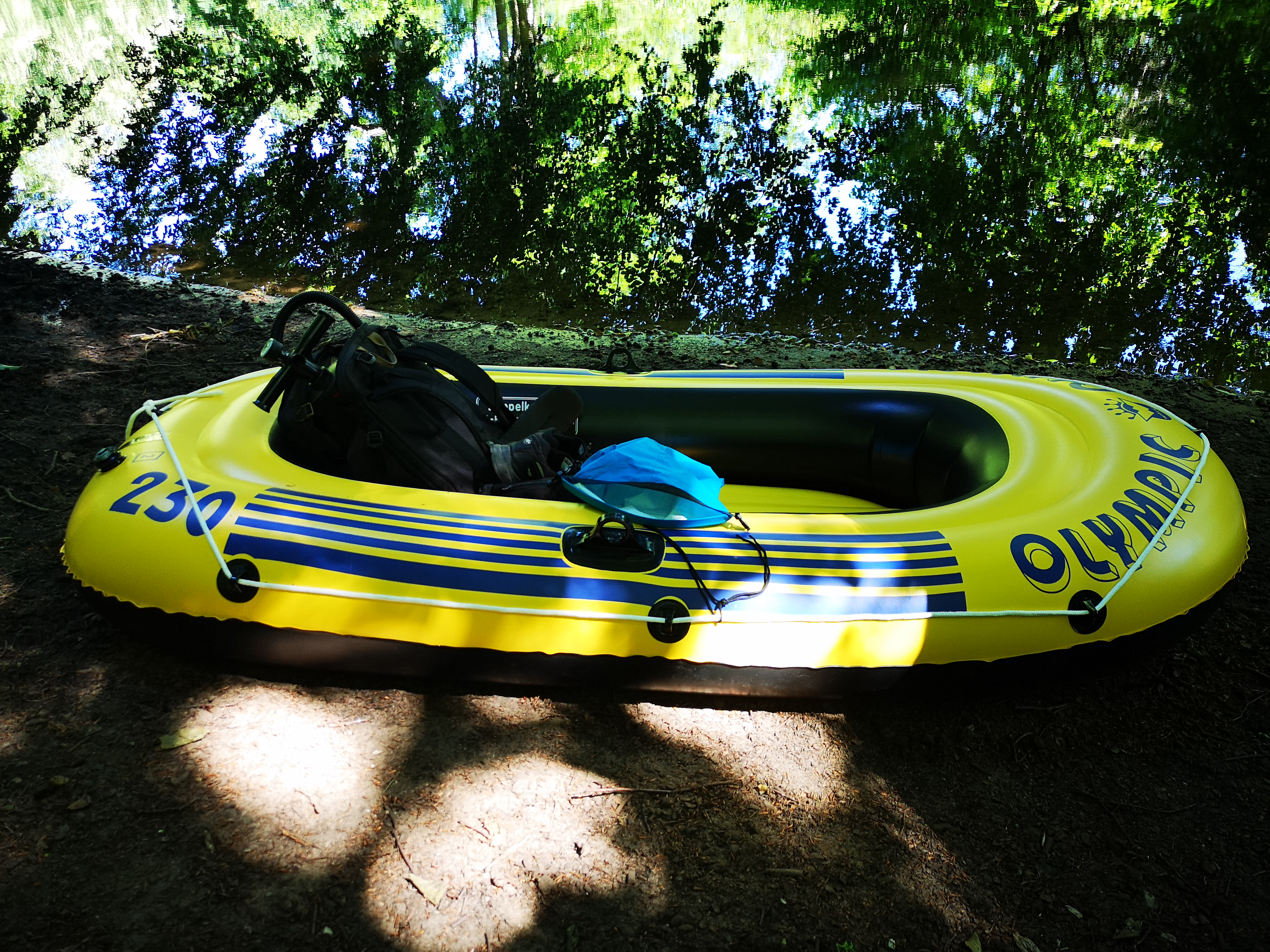
Badeboot mit 4 Luftkammern (2 Luftkammern im aufblasbaren Boden, 1 Auftriebskammer & 1 Sicherheitskammer)

- Badeboot mit 4 Luftkammern (2 Luftkammern im aufblasbaren Boden, 1 Auftriebskammer & 1 Sicherheitskammer)Badeboot, das sogenannte „Gummiboot“
- Aufblasbares Kanu, Kajak (mit Doppelpaddel) oder Kanadier (mit Stechpaddel) als praktische Alternative zum Faltboot, oft auch für leichtes bis mittelschweres Wildwasser geeignet, und nicht wirklich ein Schlauchboot
- Yachttender, kleines Beiboot
- Raftingboot für den Einsatz im Wildwasser, das eigentlich kein Schlauchboot ist, sondern ein Floß (englisch „raft“)
- Sportschlauchboot mit Außenbordmotor und festem Rumpf oder aufblasbarem Kiel (Boden)
- Offshore-Boot auch Festrumpfschlauchboot (auch: RIB) mit einem oder mehreren starken Außenbordmotoren, wie es z. B. bei Greenpeace, Seashepherd, der Feuerwehr, dem Technischen Hilfswerk, der Polizei, Marine, den Wasserrettungsorganisationen oder auch in der maritimen Ölindustrie eingesetzt wird. Dieser Bootstyp hat einen festen Rumpf und hervorragende Manövrierfähigkeiten bei rauem Wasser. Seefähige Boote gibt es teilweise mit Kajüte, ja sogar mit Innenbordmotoren und Wasserstrahlantrieben oder Z-Antrieben.

### Nach Bauweise
- Voll aufblasbare Schlauchboote („inflatable (boat)“),
- Voll aufblasbare Schlauchboote mit festem aus Aluminium oder Holz gefertigten Einlege-Boden, dem „hard floor inflatable (boat)“,
- Festrumpfschlauchboote, das „Rigid Inflatable Boat“ (oder auch „RIB“), ein Schlauchboot, welches einen aus GFK, Aluminium oder Kevlar gefertigten Rumpf besitzt, der, lässt man die von einigen Herstellern im Rumpf untergebrachten Auftriebskammern außer Acht, ohne Schlauch nicht oder nur leer schwimmfähig ist, wie beim Anblick des Fotos des Rumpfes eines Festrumpfschlauchbootes ohne Schlauch ersichtlich ist.
- Festrumpfboot mit umlaufendem Schlauch (zur Stabilitätserhöhung), das „rigid boat with tubes“, welches einen aus beliebigem Material gefertigten Rumpf besitzt, der auch ohne Schlauch schwimmt, nur eben nicht so seetüchtig ist wie mit Schlauch. Diese Festrumpfboote mit umlaufendem Schlauch sind von der Warte des Seemannes und des Schiffbauers aus betrachtet keine echten Schlauchboote, werden aber vom Laien und in Fachbüchern, wie dem Guinness-Buch der Rekorde, in der Kategorie „Schlauchboot“ eingeordnet und daher hier aufgeführt. Eine unbemannte, ferngesteuerte Ausführung ist: Protector USV

### Nach Antriebsart
- besegelte
- geruderte/gepaddelte
- motorgetriebene

## Aktuelle Schlauchboot-Hersteller im deutschsprachigen Raum
In den Nachkriegsjahren gab es in Deutschland zahlreiche Hersteller von Schlauchbooten. Zum Beispiel Deutsche Schlauchboot (DSB), Wiking, Pischel, Gugel, Berolina, Augsburger Ballonfabrik und viele kleinere.
Größter Hersteller war Metzeler in Breuberg. Als Hersteller von Gummiprodukten war Metzeler spezialisiert auf Kajaks, Kanadier, Motor- und Allroundboote. Durch die Technik der Heißvulkanisation waren aufblasbare Luftböden eine Spezialität. 1989 stellte Metzeler die Produktion in Deutschland ein und verkaufte die Marke an Zodiac nach Frankreich. Dort wurden einige ehemalige Metzeler-Modelle unter der Marke Jumbo aus PVC-beschichtetem Gewebe erzeugt, später aber ganz aufgelassen. Die gesamte Metzeler-Produktionsanlage wurde vom österreichischen Schlauchboothersteller Grabner gekauft.
In Österreich gab es schon vor dem Zweiten Weltkrieg einen großen Schlauchboothersteller – den Autoreifen- und Gummiartikelerzeuger Semperit. Nach Zodiac war Semperit größter Hersteller von Schlauchbooten.
In den siebziger Jahren begann der Trend, Boote billiger zu machen. Deshalb stellten die meisten europäischen Hersteller nach und nach ihre Produktion ein bzw. verlegten sie in asiatische Länder.
1985 kaufte der Schwimmwesten-Hersteller Grabner die Semperit-Schlauchbootfabrik in Österreich und 1989 die Produktionsanlage der Firma Metzeler Deutschland. Damit war und ist Grabner nun einziger Hersteller von Schlauchbooten im deutschsprachigen Europa. Durch das Beherrschen der Heißvulkanisationstechnik ist Grabner in der Lage, Luftboote mit höchstem Betriebsdruck herzustellen. Besonders auch Boote mit Luft-Riefenböden, die ebenfalls einem Betriebsdruck von 0,3 bar standhalten.
Die Bootshaut der Grabner-Boote wird von Continental, dem zweitgrößten Elastomere-Hersteller der Welt, in Deutschland produziert. Für die Beschichtung des Grabner-Bootsmaterials wird an der Innenseite Naturkautschuk (höchste Luftdichtheit) und an der Außenseite EPDM (höchste UV-, Abriebs- und Alterungsbeständigkeit) verwendet.

## Rechtliches
In der Schweiz existierte von 2014 bis 2019 eine Promillegrenze für Gummibootfahrer.